# باشگاه فوتبال دیفنس فورس گویان
باشگاه فوتبال دیفنس فورس گویان، که در زبان عامیانه به سادگی به عنوان دیفنس فورس شناخته می‌شود، یک باشگاه فوتبال گویانی در جرج‌تاون است. این باشگاه در لیگ الیت گویان، لیگ برتر فوتبال در گویان شرکت می‌کند. این باشگاه توسط نیروی دفاعی و نظامی کشور حمایت می‌شود.